# Psycho Man
Psycho Man es un sencillo de la banda británica Black Sabbath. Fue lanzado en el álbum de 1998 Reunion, y fue el primero de los dos sencillos que se publicaron para el álbum, el otro siendo "Selling My Soul". Alcanzó la posición No. 3 en el US Mainstream Rock Chart.

## Lista de canciones
1. Psycho Man (Danny Saber Remix) – 4:17
2. Psycho Man (Radio Edit) – 4:06
3. Psycho Man (Album Version) – 5:23

## Personal
- Ozzy Osbourne - voz
- Tony Iommi - guitarra
- Geezer Butler - bajo
- Bill Ward - batería
- Bob Marlette – productor